# Georges d’Amboise

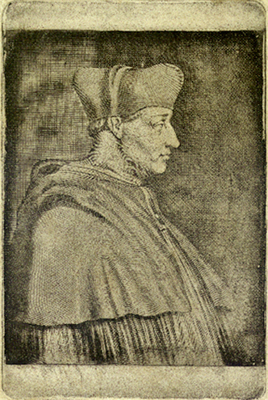
Georges d’Amboise auf einer Heliografie von Joseph Nicéphore Niépce, Original von 1650, Reproduktion 1824

Georges d’Amboise (* 1460 in Chaumont-sur-Loire bei Amboise; † 25. Mai 1510 in Lyon) war Kardinal, Minister, erster Berater und Freund von Ludwig XII. von Frankreich.

## Leben

Kardinalswappen (moderne Nachzeichnung)

Georges, Sohn von Pierre d’Amboise, wurde im Alter von nur 14 Jahren Bischof von Montauban und Almosenier Ludwigs XI., unter Karl VIII. 1492 Erzbischof von Narbonne und 1493 Erzbischof von Rouen sowie Generalstatthalter der Normandie. Von Ludwig XII., dem er schon seit langem ein treuer Freund gewesen war, 1498 zum ersten Minister ernannt, übte er als wichtigster Berater großen Einfluss auf den König aus, setzte Strafen gegen ihr Amt zu Privilegien missbrauchende Ordensmönche und Studenten durch und übernahm oft die Verantwortung für französische Unternehmen, wie die Inbesitznahme von Ludwigs XII. verlorenen Lehen in Italien. Außerdem erwarb er sich zusammen mit dem König durch Verminderung der Steuern und Verbesserung der Justiz die Liebe des Volks.

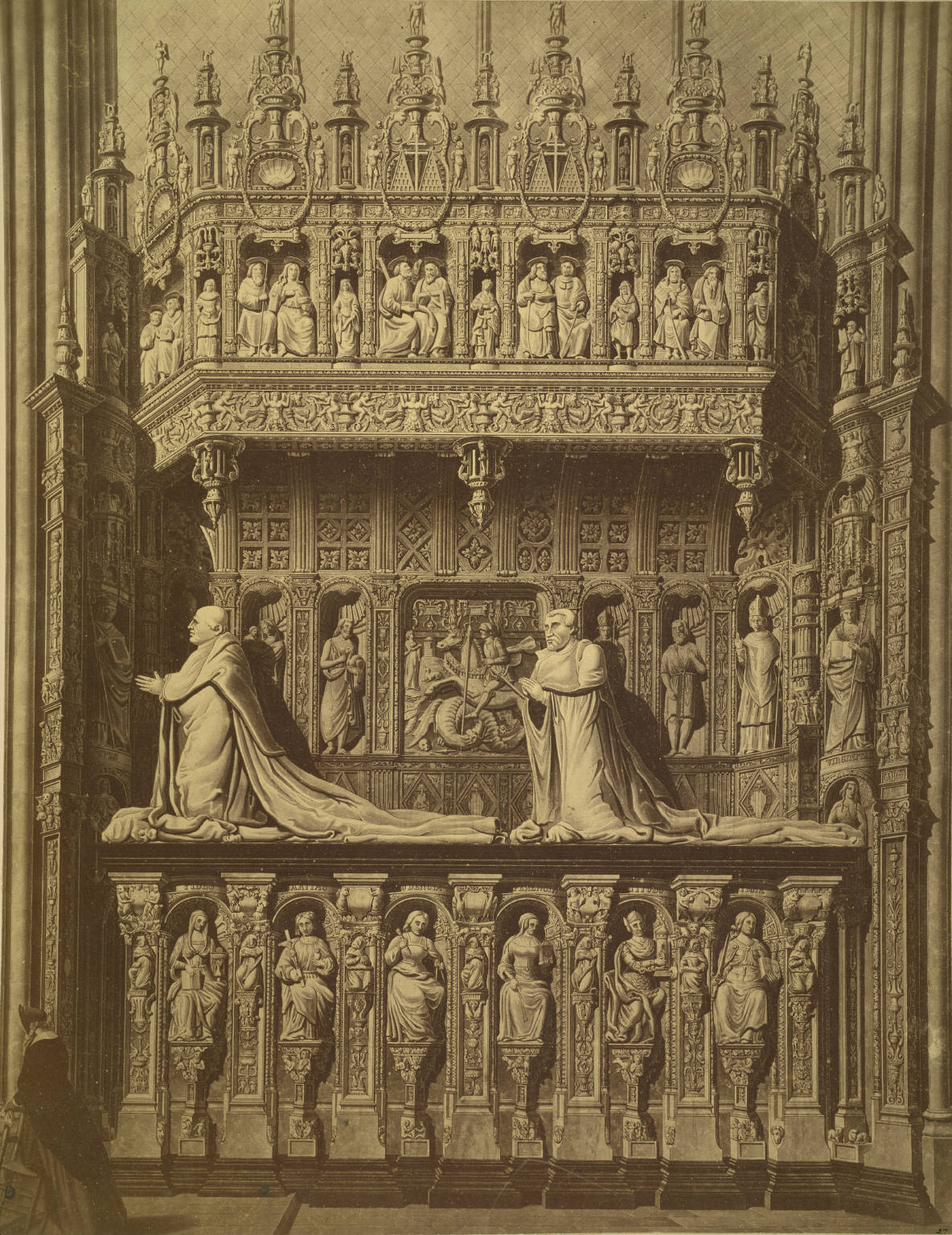
Mausoleum in der Kathedrale von Rouen (Zeichnung)

Von Papst Alexander VI. am 17. September 1498 zum Kardinal der Titelkirche San Sisto erhoben und zum Legaten in Frankreich ernannt, strebte er nach Alexanders Tod am 18. August 1503 selbst nach der Tiara. Dabei kam ihm ein zufällig in der Nähe gelegenes französisches Heer, das sich auf dem Weg in das gerade umkämpfte Königreich Neapel befand, zugute. Dennoch konnte er sich nicht gegen Giuliano della Rovere durchsetzen, der für die Zeit des Aufenthalts des französischen Heeres eine Einigung der Kardinäle auf Pius III., einen kranken Papst, der nach wenigen Wochen starb, erreichen konnte und schließlich selbst als Julius II. gewählt wurde.